# Кохання — найкращі ліки
«Кохання — найкращі ліки», або «Суперіпохондрик» (фр. Supercondriaque) — французький комедійний фільм, знятий у 2014 році режисером Дені Буном за власним сценарієм. В Україні фільм вийшов у прокат 25 вересня 2014 року.

## Сюжет
Роман Фобер — самотній дивак та іпохондрик, якому 39 років. Він боїться заразитися захворюваннями через свою іпохондрію, і тому уникає поцілунків та соціальних контактів. Він постійно панічно боїться підхопити різні страшні хвороби і тому надокучає своєму лікарю Дмитру Звенці, який розуміє, що основною проблемою пацієнта є його самотність, а не придумані хвороби. Дмитро намагається допомогти Роману знайти собі жінку, але безрезультатно. Зрештою, він вирішує застосувати шокову терапію і приводить Романа до табору балканських біженців, де Дмитро з сестрою займаються волонтерством, гадаючи, що Роман, побачивши людей, які справді страждають, отямиться і покине свою іпохондрію. Та Роман раптом знаходить свою справжню любов, коли знайомиться з сестрою Дмитра.
За сценарієм, Дмитро з сестрою — нащадки імігрантів з уявної балканської країни Черкистану, зйомки якої відбувалися в Угорщині. Черкистанська мова — спотворений варіант української, що використовує латиницю. Після екстрадиції головного героя до Черкистану, його там саджають до тюрми, що дуже нагадує радянський союз за часів перебудови. На стінах тюрми видно напис «Свобода або смерть» латиницею. На тюремних бобіках видно напис «Військова поліція» латиницею.
Сестра лікаря схиблена на ідеї порятунку біженців з Черкистану, приводячи їх додому до брата чи до себе без їхньої згоди. Коли Роман і Антон Мирослав міняються документами, вона сприймає Романа за легендарного лідера повстанців, якому всі біженці з Черкистану поклоняються як ідолу і вождю. В той час як справжній Антон Мирослав переховується у квартирі Романа. Роман підіграє сестрі лікаря, щоб познайомитися з нею поближче, і в процесі знайомства знаходить зцілення і звільнення від своєї іпохондрії.

## У ролях
- Дені Бун в ролі Романа Фобера
- Аліс Поль в ролі Анни Звенки
- Кад Мерад в ролі лікаря Дмитра Звенки
- Жан-Ів Бертело в ролі Антона Мирослава
- Джудіт Ель Зейн в ролі Нори Звенки
- Марта Віллалонґа в ролі матері Дмитра
- Валері Боннетон в ролі Ізабель
- Бруно Лоше в ролі іміграційного офіцера
- Жером Коммандер в ролі Жульєна Лємпреора
- Джонатан Коен в ролі Марка
- Ванесса Ґвіде в ролі Манон
- Меріон Барбі в ролі Ніни Звенки
- Каміль Шамо в ролі секретарки лікаря
- Етьєн Шико в ролі професора